# Zarządzanie środowiskiem
Zarządzanie środowiskiem – zarządzanie użytkowaniem, ochroną i kształtowaniem środowiska, czyli zarządzanie ochroną środowiska w szerokim tego słowa znaczeniu – w sposób bezpośredni i pośredni, na „końcu rury”, w procesach produkcyjnych oraz w czasie pozaprodukcyjnej aktywności społeczeństwa i pojedynczych osób.
Zarządzanie środowiskiem zintegrowane z ogólnym systemem zarządzania, np. w przedsiębiorstwie lub gminie, nazywa się zarządzaniem środowiskowym lub proekologicznym.